# Calyptomyrmex tamil
Calyptomyrmex tamil é uma espécie de formiga do gênero Calyptomyrmex, pertencente à subfamília Myrmicinae.